# 로빈 크노헤
로빈 크노헤(독일어: Robin Knoche, 1992년 5월 22일 ~ )는 독일의 축구 선수로, 현재 독일 분데스리가의 1. FC 우니온 베를린에서 센터백으로 활약하고 있다.